# Rue du Ruisselet
La rue du Ruisselet est une voie de la commune de Reims, située au sein du département de la Marne, en région Grand Est.

## Situation et accès
La rue du Ruisselet appartient administrativement au quartier centre-ville de Reims.
La voie est à double sens sur toute sa longueur et avec une piste cyclable. En légère descente, elle abouti au canal de l'Aisne à la Marne.
Elle dessert la Caisse primaire d'assurance maladie, la CAF, le collège st-Remi le groupe élémentaire Ruisselet. Elle longe le centre des impôts, le TGI.

## Origine du nom
Elle porte ce nom en raison d'un ancien égout à ciel ouvert.

## Historique
Elle prend sa dénomination actuelle dans le courant du XVIIe siècle.

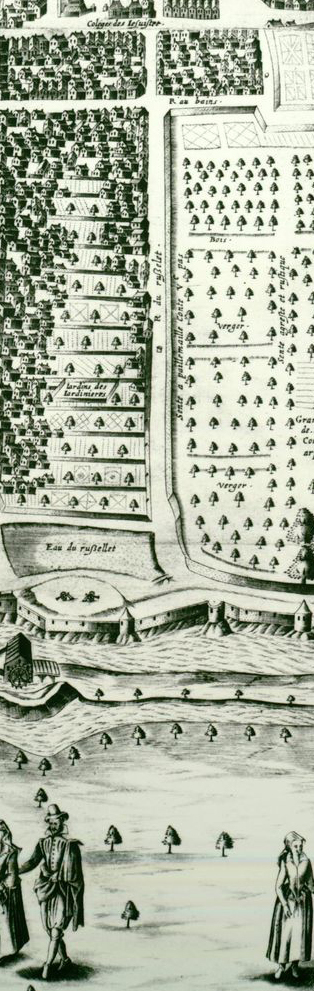
En 1618 sur le plan Picart.